# Scherma ai Giochi della IX Olimpiade - Sciabola individuale maschile
La competizione della sciabola individuale maschile  di scherma ai Giochi della IX Olimpiade si tenne i giorni 10 e 11 agosto 1928 presso lo Schermzaal di Amsterdam. 

## Risultati
Nel primo turno i 44 concorrenti furono divisi in otto gironi eliminatori con assalti alle cinque stoccate.
I primi tre classificati di ogni gironi furono ammessi ai gironi di semifinale.
A parità di vittorie contavano le minor stoccate subite, in caso di ulteriore parità contavano le maggior stoccate fatte.
Successivamente i primi quattro classificati dei tre gironi di semifinale furono ammessi al girone finale.

### 1 Turno
| Pos.                                       | Atleta            | Nazione       |
| ------------------------------------------ | ----------------- | ------------- |
| -                                          | Edward Brookfield | Gran Bretagna |
| -                                          | Abelardo Castro   | Cile          |
| -                                          | Mohamed Charaoui  | Egitto        |
| Qualificati per rinuncia altri concorrenti |                   |               |

| Pos. | Atleta          | Nazione       | Vittorie | SF | SC | Incontri | Incontri | Incontri | Incontri | Incontri | Incontri |
| Pos. | Atleta          | Nazione       | Vittorie | SF | SC | BIN      | OSI      | FRI      | NIA      | FRÖ      | NOT      |
| ---- | --------------- | ------------- | -------- | -- | -- | -------- | -------- | -------- | -------- | -------- | -------- |
| 1    | Bino Bini       | Italia        | 4        | 23 | 14 | X        | 5-3      | 5-2      | 3-5      | 5-2      | 5-2      |
| 2    | Ivan Osiier     | Danimarca     | 3        | 20 | 17 | 3-5      | X        | 5-2      | 2-5      | 5-3      | 5-2      |
| 3    | René Fristeau   | Francia       | 3        | 19 | 20 | 2-5      | 2-5      | X        | 5-4      | 5-3      | 5-3      |
| 4    | Hassan Niazi    | Egitto        | 2        | 19 | 20 | 5-3      | 5-2      | 4-5      | X        | 4-5      | 1-5      |
| 5    | Franjo Fröhlich | Jugoslavia    | 2        | 18 | 23 | 2-5      | 3-5      | 3-5      | 5-4      | X        | 5-4      |
| 6    | Charles Notley  | Gran Bretagna | 1        | 16 | 21 | 2-5      | 2-5      | 3-5      | 5-1      | 4-5      | X        |

| Pos. | Atleta                 | Nazione       | Vittorie | SF | SC | Incontri | Incontri | Incontri | Incontri | Incontri | Incontri |
| Pos. | Atleta                 | Nazione       | Vittorie | SF | SC | PET      | DUC      | BER      | HAR      | MUR      | WIJ      |
| ---- | ---------------------- | ------------- | -------- | -- | -- | -------- | -------- | -------- | -------- | -------- | -------- |
| 1    | Attila Petschauer      | Ungheria      | 5        | 25 | 9  | X        | 5-2      | 5-2      | 5-0      | 5-2      | 5-3      |
| 2    | Roger Ducret           | Francia       | 3        | 21 | 16 | 2-5      | X        | 5-1      | 4-5      | 5-3      | 5-2      |
| 3    | Jens Berthelsen        | Danimarca     | 3        | 18 | 15 | 2-5      | 1-5      | X        | 5-2      | 5-2      | 5-1      |
| 4    | Guy Harry              | Gran Bretagna | 2        | 13 | 22 | 0-5      | 5-4      | 2-5      | X        | 1-5      | 5-3      |
| 5    | Nickolas Muray         | Stati Uniti   | 1        | 16 | 21 | 2-5      | 3-5      | 2-5      | 5-1      | X        | 4-5      |
| 6    | Henri Wijnoldy-Daniëls | Paesi Bassi   | 1        | 14 | 24 | 3-5      | 2-5      | 1-5      | 3-5      | 5-4      | X        |

| Pos. | Atleta                  | Nazione     | Vittorie | SF | SC | Incontri | Incontri | Incontri | Incontri | Incontri | Incontri |
| Pos. | Atleta                  | Nazione     | Vittorie | SF | SC | DeJ      | MOO      | LAC      | VAS      | STI      | YAY      |
| ---- | ----------------------- | ----------- | -------- | -- | -- | -------- | -------- | -------- | -------- | -------- | -------- |
| 1    | Arie de Jong            | Paesi Bassi | 5        | 25 | 11 | X        | 5-2      | 5-4      | 5-2      | 5-2      | 5-1      |
| 2    | Heinrich Moos           | Germania    | 4        | 22 | 15 | 2-5      | X        | 5-4      | 5-1      | 5-3      | 5-2      |
| 3    | Jean Lacroix            | Francia     | 2        | 22 | 19 | 4-5      | 4-5      | X        | 5-1      | 4-5      | 5-3      |
| 4    | Dimitar Vasilev         | Bulgaria    | 2        | 14 | 19 | 2-5      | 1-5      | 1-5      | X        | 5-1      | 5-3      |
| 5    | Viggo Stilling-Andersen | Danimarca   | 2        | 16 | 22 | 2-5      | 3-5      | 5-4      | 1-5      | X        | 5-3      |
| 6    | Nami Yayak              | Turchia     | 0        | 12 | 25 | 1-5      | 2-5      | 3-5      | 3-5      | 3-5      | X        |

| Pos. | Atleta           | Nazione     | Vittorie | SF | SC | Incontri | Incontri | Incontri | Incontri | Incontri |
| Pos. | Atleta           | Nazione     | Vittorie | SF | SC | vdW      | BRA      | HUF      | GON      | OKY      |
| ---- | ---------------- | ----------- | -------- | -- | -- | -------- | -------- | -------- | -------- | -------- |
| 1    | Jan van der Wiel | Paesi Bassi | 4        | 20 | 13 | X        | 5-4      | 5-4      | 5-3      | 5-2      |
| 2    | Henri Brasseur   | Belgio      | 2        | 18 | 12 | 4-5      | X        | 5-2      | 4-5      | 5-0      |
| 3    | John Huffman     | Stati Uniti | 2        | 16 | 13 | 4-5      | 2-5      | X        | 5-0      | 5-3      |
| 4    | Isidro González  | Spagna      | 1        | 12 | 19 | 3-5      | 5-4      | 0-5      | X        | 4-5      |
| 5    | Muhuttin Okyavuz | Turchia     | 1        | 10 | 19 | 2-5      | 0-5      | 3-5      | 5-4      | X        |

| Pos. | Atleta           | Nazione  | Vittorie | SF | SC | Incontri | Incontri | Incontri | Incontri | Incontri | Incontri |
| Pos. | Atleta           | Nazione  | Vittorie | SF | SC | GOM      | DeV      | DOL      | YVE      | GOY      | LEK      |
| ---- | ---------------- | -------- | -------- | -- | -- | -------- | -------- | -------- | -------- | -------- | -------- |
| 1    | Sándor Gombos    | Ungheria | 5        | 25 | 11 | X        | 5-4      | 5-1      | 5-2      | 5-2      | 5-2      |
| 2    | Arturo De Vecchi | Italia   | 4        | 24 | 13 | 4-5      | X        | 5-3      | 5-2      | 5-3      | 5-0      |
| 3    | Denis Dolecsko   | Romania  | 2        | 16 | 18 | 1-5      | 3-5      | X        | 2-5      | 5-1      | 5-2      |
| 4    | Édouard Yves     | Belgio   | 2        | 17 | 19 | 2-5      | 2-5      | 5-2      | X        | 3-5      | 5-2      |
| 5    | Tomás Goyoaga    | Cile     | 2        | 16 | 21 | 2-5      | 3-5      | 1-5      | 5-3      | X        | 5-3      |
| 6    | Asen Lekarski    | Bulgaria | 0        | 9  | 25 | 2-5      | 0-5      | 2-5      | 2-5      | 3-5      | X        |

| Pos. | Atleta               | Nazione     | Vittorie | SF | SC | Incontri | Incontri | Incontri | Incontri | Incontri |
| Pos. | Atleta               | Nazione     | Vittorie | SF | SC | CAS      | COH      | KES      | AKR      | GON      |
| ---- | -------------------- | ----------- | -------- | -- | -- | -------- | -------- | -------- | -------- | -------- |
| 1    | Erwin Casmir         | Germania    | 4        | 20 | 5  | X        | 5-3      | 5-0      | 5-1      | 5-1      |
| 2    | Norman Cohn-Armitage | Stati Uniti | 3        | 18 | 10 | 3-5      | X        | 5-3      | 5-0      | 5-2      |
| 3    | Jacques Kesteloot    | Belgio      | 2        | 13 | 12 | 0-5      | 3-5      | X        | 5-2      | 5-0      |
| 4    | Sigurd Akre-Aas      | Norvegia    | 1        | 8  | 19 | 1-5      | 0-5      | 2-5      | X        | 5-4      |
| 5    | Francisco González   | Spagna      | 0        | 7  | 20 | 1-5      | 2-5      | 0-5      | 4-5      | X        |

| Pos. | Atleta                 | Nazione  | Vittorie | SF | SC | Incontri | Incontri | Incontri | Incontri | Incontri | Incontri | Incontri |
| Pos. | Atleta                 | Nazione  | Vittorie | SF | SC | MAR      | vTE      | THO      | RAI      | DÍA      | GAR      | BAL      |
| ---- | ---------------------- | -------- | -------- | -- | -- | -------- | -------- | -------- | -------- | -------- | -------- | -------- |
| 1    | Gustavo Marzi          | Italia   | 6        | 30 | 10 | X        | 5-1      | 5-1      | 5-2      | 5-3      | 5-2      | 5-1      |
| 2    | Ödön von Tersztyánszky | Ungheria | 5        | 26 | 14 | 1-5      | X        | 5-2      | 5-2      | 5-1      | 5-2      | 5-2      |
| 3    | Hans Thomson           | Germania | 4        | 23 | 16 | 1-5      | 2-5      | X        | 5-1      | 5-2      | 5-3      | 5-0      |
| 4    | Mihai Raicu            | Romania  | 2        | 16 | 23 | 2-5      | 2-5      | 1-5      | X        | 1-5      | 5-1      | 5-2      |
| 5    | Efrain Díaz            | Cile     | 2        | 20 | 24 | 3-5      | 1-5      | 2-5      | 5-1      | X        | 4-5      | 5-3      |
| 6    | Joaquín García         | Spagna   | 2        | 18 | 25 | 2-5      | 2-5      | 3-5      | 1-5      | 5-4      | X        | 5-1      |
| 7    | Enver Balkan           | Turchia  | 0        | 9  | 30 | 1-5      | 2-5      | 0-5      | 2-5      | 3-5      | 1-5      | X        |

### Semifinali
| Pos. | Atleta                 | Nazione     | Vittorie | SF | SC | Incontri | Incontri | Incontri | Incontri | Incontri | Incontri | Incontri | Incontri |
| Pos. | Atleta                 | Nazione     | Vittorie | SF | SC | BIN      | vTE      | vdW      | DUC      | BER      | MOO      | DOL      | BRA      |
| ---- | ---------------------- | ----------- | -------- | -- | -- | -------- | -------- | -------- | -------- | -------- | -------- | -------- | -------- |
| 1    | Bino Bini              | Italia      | 7        | 35 | 18 | X        | 5-2      | 5-4      | 5-4      | 5-2      | 5-2      | 5-3      | 5-1      |
| 2    | Ödön von Tersztyánszky | Ungheria    | 5        | 30 | 15 | 2-5      | X        | 3-5      | 5-1      | 5-1      | 5-1      | 5-2      | 5-0      |
| 3    | Jan van der Wiel       | Paesi Bassi | 5        | 31 | 25 | 4-5      | 5-3      | X        | 2-5      | 5-3      | 5-2      | 5-3      | 5-4      |
| 4    | Roger Ducret           | Francia     | 5        | 30 | 23 | 4-5      | 1-5      | 5-2      | X        | 5-2      | 5-4      | 5-1      | 5-4      |
| 5    | Jens Berthelsen        | Danimarca   | 3        | 23 | 25 | 2-5      | 1-5      | 3-5      | 2-5      | X        | 5-4      | 5-0      | 5-1      |
| 6    | Heinrich Moos          | Germania    | 2        | 23 | 30 | 2-5      | 1-5      | 2-5      | 4-5      | 4-5      | X        | 5-4      | 5-1      |
| 7    | Denis Dolecsko         | Romania     | 1        | 18 | 33 | 3-5      | 2-5      | 3-5      | 1-5      | 0-5      | 4-5      | X        | 5-3      |
| 8    | Henri Brasseur         | Belgio      | 0        | 14 | 35 | 1-5      | 0-5      | 4-5      | 4-5      | 1-5      | 1-5      | 3-5      | X        |

| Pos. | Atleta            | Nazione       | Vittorie | SF | SC | Incontri | Incontri | Incontri | Incontri | Incontri | Incontri | Incontri | Incontri |
| Pos. | Atleta            | Nazione       | Vittorie | SF | SC | PET      | CAS      | DeV      | LAC      | HUF      | BRO      | CHA      | CAS      |
| ---- | ----------------- | ------------- | -------- | -- | -- | -------- | -------- | -------- | -------- | -------- | -------- | -------- | -------- |
| 1    | Attila Petschauer | Ungheria      | 6        | 33 | 14 | X        | 5-2      | 3-5      | 5-1      | 5-3      | 5-0      | 5-1      | 5-2      |
| 2    | Erwin Casmir      | Germania      | 6        | 32 | 16 | 2-5      | X        | 5-2      | 5-1      | 5-1      | 5-2      | 5-4      | 5-1      |
| 3    | Arturo De Vecchi  | Italia        | 6        | 32 | 18 | 5-3      | 2-5      | X        | 5-2      | 5-4      | 5-1      | 5-1      | 5-2      |
| 4    | Jean Lacroix      | Francia       | 3        | 20 | 24 | 1-5      | 1-5      | 2-5      | X        | 5-2      | 5-0      | 1-5      | 5-2      |
| 5    | John Huffman      | Stati Uniti   | 3        | 25 | 26 | 3-5      | 1-5      | 4-5      | 2-5      | X        | 5-2      | 5-2      | 5-2      |
| 6    | Edward Brookfield | Gran Bretagna | 2        | 15 | 30 | 0-5      | 2-5      | 1-5      | 0-5      | 2-5      | X        | 5-4      | 5-1      |
| 7    | Mohamed Charaoui  | Egitto        | 1        | 21 | 31 | 1-5      | 4-5      | 1-5      | 5-1      | 2-5      | 4-5      | X        | 4-5      |
| 8    | Abelardo Castro   | Cile          | 1        | 15 | 34 | 2-5      | 1-5      | 2-5      | 2-5      | 2-5      | 1-5      | 5-4      | X        |

| Pos. | Atleta               | Nazione     | Vittorie | SF | SC | Incontri | Incontri | Incontri | Incontri | Incontri | Incontri | Incontri | Incontri |
| Pos. | Atleta               | Nazione     | Vittorie | SF | SC | MAR      | THO      | GOM      | DeJ      | OSI      | FRI      | COH      | KES      |
| ---- | -------------------- | ----------- | -------- | -- | -- | -------- | -------- | -------- | -------- | -------- | -------- | -------- | -------- |
| 1    | Gustavo Marzi        | Italia      | 6        | 32 | 22 | X        | 5-3      | 5-2      | 2-5      | 5-4      | 5-4      | 5-4      | 5-0      |
| 2    | Hans Thomson         | Germania    | 4        | 30 | 26 | 3-5      | X        | 4-5      | 5-2      | 3-5      | 5-1      | 5-4      | 5-4      |
| 3    | Sándor Gombos        | Ungheria    | 4        | 25 | 27 | 2-5      | 5-4      | X        | 5-3      | 5-3      | 2-5      | 1-5      | 5-2      |
| 4    | Arie de Jong         | Paesi Bassi | 4        | 25 | 27 | 5-2      | 2-5      | 3-5      | X        | 5-4      | 5-2      | 0-5      | 5-4      |
| 5    | Ivan Osiier          | Danimarca   | 3        | 29 | 27 | 4-5      | 5-3      | 3-5      | 4-5      | X        | 3-5      | 5-2      | 5-2      |
| 6    | René Fristeau        | Francia     | 3        | 23 | 29 | 4-5      | 1-5      | 5-2      | 2-5      | 5-3      | X        | 5-4      | 1-5      |
| 7    | Norman Cohn-Armitage | Stati Uniti | 2        | 28 | 26 | 4-5      | 4-5      | 5-1      | 5-0      | 2-5      | 4-5      | X        | 4-5      |
| 8    | Jacques Kesteloot    | Belgio      | 2        | 22 | 30 | 0-5      | 4-5      | 2-5      | 4-5      | 2-5      | 5-1      | 5-4      | X        |

### Girone Finale
| Pos.    | Atleta                 | Nazione     | Vittorie | SF | SC | Incontri | Incontri | Incontri | Incontri | Incontri | Incontri | Incontri | Incontri | Incontri | Incontri | Incontri | Incontri | Spa |
| Pos.    | Atleta                 | Nazione     | Vittorie | SF | SC | vTE      | PET      | BIN      | MAR      | GOM      | CAS      | DeV      | DUC      | DeJ      | LAC      | VdW      | THO      | Spa |
| ------- | ---------------------- | ----------- | -------- | -- | -- | -------- | -------- | -------- | -------- | -------- | -------- | -------- | -------- | -------- | -------- | -------- | -------- | --- |
| Oro     | Ödön von Tersztyánszky | Ungheria    | 9        | 51 | 33 | X        |          | 5-3      | 2-5      | 5-3      | 5-3      | 5-3      | 4-5      | 5-4      | 5-2      | 5-2      | 5-0      | 5-2 |
| Argento | Attila Petschauer      | Ungheria    | 9        | 52 | 28 | 3-5      | X        | 5-3      | 5-2      | 5-2      | 5-2      | 5-4      | 4-5      | 5-1      | 5-1      | 5-1      | 5-2      | 2-5 |
| Bronzo  | Bino Bini              | Italia      | 8        | 49 | 32 | 3-5      | 3-5      | X        | 5-3      | 3-5      | 5-4      | 5-3      | 5-2      | 5-2      | 5-1      | 5-0      | 5-2      |     |
| 4       | Gustavo Marzi          | Italia      | 8        | 49 | 34 | 5-2      | 2-5      | 3-5      | X        | 4-5      | 5-4      | 5-2      | 5-4      | 5-1      | 5-3      | 5-2      | 5-1      |     |
| 5       | Sándor Gombos          | Ungheria    | 8        | 49 | 38 | 3-5      | 2-5      | 5-3      | 5-4      | X        | 4-5      | 5-4      | 5-3      | 5-2      | 5-3      | 5-2      | 5-2      |     |
| 6       | Erwin Casmir           | Germania    | 6        | 44 | 32 | 3-5      | 2-5      | 4-5      | 4-5      | 5-4      | X        | 1-5      | 5-0      | 5-0      | 5-1      | 5-1      | 5-1      |     |
| 7       | Arturo De Vecchi       | Italia      | 5        | 44 | 36 | 3-5      | 4-5      | 3-5      | 2-5      | 4-5      | 5-1      | X        | 5-4      | 3-5      | 5-0      | 5-0      | 5-1      |     |
| 8       | Roger Ducret           | Francia     | 5        | 42 | 47 | 5-4      | 5-4      | 2-5      | 4-5      | 3-5      | 0-5      | 4-5      | X        | 4-5      | 5-4      | 5-3      | 5-2      |     |
| 9       | Arie de Jong           | Paesi Bassi | 4        | 32 | 46 | 4-5      | 1-5      | 2-5      | 1-5      | 2-5      | 0-5      | 5-3      | 5-4      | X        | 5-1      | 2-5      | 5-3      |     |
| 10      | Jean Lacroix           | Francia     | 2        | 26 | 51 | 2-5      | 1-5      | 1-5      | 3-5      | 3-5      | 1-5      | 0-5      | 4-5      | 1-5      | X        | 5-3      | 5-3      |     |
| 11      | Jan van der Wiel       | Paesi Bassi | 2        | 24 | 51 | 2-5      | 1-5      | 0-5      | 2-5      | 2-5      | 1-5      | 0-5      | 3-5      | 5-2      | 3-5      | X        | 5-4      |     |
| 12      | Hans Thomson           | Germania    | 0        | 21 | 55 | 0-5      | 2-5      | 2-5      | 1-5      | 2-5      | 1-5      | 1-5      | 2-5      | 3-5      | 3-5      | 4-5      | X        |     |